# 檢察機關
檢察機關是代表國家行使檢察權的司法機關或行政機關，其主要職責是追究刑事責任，提起公訴和實施法律監督。檢察機關內行使檢察權及法定職務者被稱為檢察官。檢察機關通常負責審查執法機關所上交之案件並決定最終是否起訴被捕人。
檢察機關在各國（地区）的制度中都有着不同的架構定位。在採用英美法系的國家或地区中，檢察機關多採用「審檢分立」模式而獨立設置於司法機關之外，由行政機關所管轄（英國、美國、香港）；而在採用歐陸法系的國家或地区中，檢察機關則多採用「審檢合署」模式而設置於法院內部或隸屬於法院，由司法機關所管轄（法國、德國、改制前的中華民國）。中華人民共和國及其澳門特別行政區，則設置了獨立的檢察院，并将检察院与法院并列为司法机关。

## 中华人民共和国
中华人民共和国的检察机关是人民检察院。人民检察院分为最高人民检察院、地方各级人民检察院和专门人民检察院。人民检察院是法律监督机关及公诉机关，依照法律规定独立行使检察权，不受行政机关、社会团体和个人的干涉。
各级检察机关行使下列职权：
1. 依照法律规定对有关刑事案件行使侦查权；
2. 对刑事案件进行审查，批准或者决定是否逮捕犯罪嫌疑人；
3. 对刑事案件进行审查，决定是否提起公诉，对决定提起公诉的案件支持公诉；
4. 依照法律规定提起公益诉讼；
5. 对诉讼活动实行法律监督；
6. 对判决、裁定等生效法律文书的执行工作实行法律监督；
7. 对监狱、看守所的执法活动实行法律监督；
8. 法律规定的其他职权。

### 香港
香港特別行政區的檢察機關為律政司（英語：Department of Justice，縮寫DOJ），首長為律政司司長。律政司下設刑事檢控科及維護國家安全檢控科，負責提出絕大部分刑事案件作出檢控或提出司法覆核。律政司並草擬香港政府提出的所有法律草案，以及為香港政府提供法律意見。

### 澳門
在澳門，澳门特别行政区檢察院是行使檢察職能的司法機關。首長為檢察長。
根據《澳門特別行政區司法組織綱要法》的規定，澳門特別行政區檢察院的職責是:在法庭上代表澳門特別行政區；實行刑事訴訟；維護合法性及法律所規定的利益。
為履行上述的職責，法律賦予了檢察院廣泛的權限，主要包括:
1. 代表澳門特別行政區、本地區公庫、市政機構、無行為能力人、不確定人及失蹤人；
2. 在法定情況下，維護集體利益或大眾利益；
3. 提起刑事訴訟，依法領導刑事調查，監察刑事警察機關在程序上的行為；
4. 促進及合作預防犯罪活動；
5. 在其職責範圍內，維護法院的獨立性，並關注法院的職責是否依法履行，並在具有正當性的情況下，促進法院裁判的執行；
6. 依職權在法院代理勞工及其家屬，以維護其權利；
7. 參與破產或無償還能力的司法程序以及所有涉及公共利益的司法程序；
8. 對因當事人的法律欺詐行為而作出的裁判提起上訴；
9. 在法定情況下，或應行政長官或立法會主席的請求，行使諮詢職能等。

## 中華民國（臺灣）
依法院審級，於法務部下設最高檢察署、臺灣高等檢察署（及臺中、臺南、高雄、花蓮、智慧財產分署）、福建高等檢察署金門檢察分署及22個地方檢察署（例：臺灣臺北地方檢察署）。
基於檢察一體原則，由最高檢察署檢察總長依法指揮監督該署檢察官及高等檢察署以下各級檢察署及檢察分署之檢察官，檢察長依法指揮監督該署檢察官及其所屬檢察署檢察官。法務部長依《法官法》及《法院組織法》則僅有行政監督權。

## 美国
美國的检察机关分為聯邦檢察系統和地方檢察系統。
联邦检察系统由联邦司法部（Department of Justice，縮寫DOJ）和联邦地区检察署（United States Attorney）组成，其职能主要是调查、起诉违反联邦法律的行为，并在联邦作为当事人的民事案件中代表联邦政府参与诉讼。联邦检察系统的首脑是联邦检察长（司法部長）。地方检察系统以州检察机关为主，一般由州检察长办公室和州检察署组成。由于美国各地的司法传统不同，所以各州检察官的称谓也不统一，包括州檢察官（State Prosecutors）、地區檢察官（District Prosecutors）、縣檢察官（County Prosecutors）、公訴律師（District Attorney）、县公诉人、法务官、地区检察长等。市检察机关是独立于州检察系统的地方检察机关，但并非所有城市都有自己的检察机关。在没有检察机关的城市，全部检察工作都属于州检察官的职权。